# Срюбко Андрій Васильович
Андрій Васильович Срюбко  (21 жовтня 1975, м. Київ, СРСР) — український хокеїст, захисник, відомий тафгай.
Виступав за «Сокіл» (Київ), «Камлупс Блейзерс» (ЗХЛ), «Толедо Сторм» (ECHL), «Лас-Вегас Тандер» (ІХЛ), «Бейкерсфілд Кондорс» (ECHL), «Порт-Гурон Бордер-Кетс» (UHL), «Форт-Вейн Кометс» (UHL), «Юта Гріззліз» (ІХЛ), «Гренд-Репідс Гріффінс» (ІХЛ), «Сірак'юс Кранч» (АХЛ), «Молот-Прикам'я» (Перм), «Амур» (Хабаровськ), «МВД» (Твер), «Торпедо» (Нижній Новгород), ХК «Дмитров», «Кубань» (Краснодар).
У складі національної збірної України провів 106 матчів (16+8), учасник зимових Олімпійських ігор 2002, учасник чемпіонатів світу 2001, 2003, 2004, 2005, 2006, 2007, 2008 (дивізіон I), 2009 (дивізіон I), 2010 (дивізіон I) і 2011 (дивізіон I). У складі молодіжної збірної України учасник чемпіонату світу 1994 (група B).
З 2016 року працював помічником головного тренера в «Донбасі». У 2019-му був головним тренером національної збірної України з хокею.
Директор київської дитячо-юнацької спортивної школи «Вершина».
Досягнення
- Чемпіон Росії у вищій лізі (2005)
- Чемпіон України (2009)
- Чемпіон молодіжного чемпіонату світу 1994 (група B).